# 배암목항
배암목항은 경상남도 고성군 삼산면 미룡리에 있는 어항이다. 2002년 8월 6일 어촌정주어항으로 지정하여 관리하고 있다. 시설관리자는 고성군수이다.

## 어항 구역
- 수역: 배암목마을 입구 호안도로 시점부에서 배암목 선착장을 연결한 선내수면
- 육역: 경남 고성군 삼산면 미룡리 1151-4번지 외2필지

## 어항 시설
- 호안 39m, 선착장 59m

## 주요 어종
- 굴, 멸치, 갯장어, 감성돔, 도다리, 갯가재, 물매기, 바지락 등